# Малки Карпати
Малките Карпати (на словашки: Malé Karpaty) е ниска карстова планина в Западна Словакия, крайно западно разклонение на Западните Карпати. Простират се на около 100 km на североизток от долината река Дунав при Братислава. На север ниска седловина (около 400 m н.в.) ги отделя от планината Бели Карпати (също съставна част на Западните Карпати). На изток къси и стръмни склонове се спускат към долината на река Вах (ляв приток на Дунав), а на запад дълги и полегати склонове – към долината на река Морава (ляв приток на Дунав). Максимална височина връх Заруби 768 m, издигащ се в централната ѝ част. Изградена е предимно от варовици, гранити, шисти и доломити, с често срещащи се стърчащи над заравненото било остатъчни скалисти върхове. Силно развит карстов релеф. На изток текат десните притоци на Вах – Търнавка, Хидра и др., а на запад – левите притоци на Морава – Рудава, Малина и др. Големи участъци от планината са покрити с дъбови и букови гори, а ниските части на склоновете са заети от лозови насаждения.